# 佐用ジャンクション
佐用ジャンクション（さようジャンクション）は、兵庫県佐用郡佐用町口金近にある、中国自動車道と鳥取自動車道のジャンクションである。

## 概要
鳥取自動車道はほぼ全区間が新直轄方式で建設が進められるため、西日本高速道路が管理するのは分岐直後にある佐用TBまでとなる。

## 歴史
- 2010年（平成22年）3月28日：鳥取自動車道・佐用JCT - 大原IC間開通に伴い、供用開始[1]。

## 周辺
- 佐用ゴルフ倶楽部

## 接続する道路
- E2A 中国自動車道（10-2番）
- E29 鳥取自動車道（10-2番）

## 備考
- NEXCO西日本は次の佐用TBまでが管轄であるが、JCT分岐手前の情報板は中国道はNEXCO西日本の、鳥取道は国土交通省のものとなっている。
- 鳥取道から中国道方面へとむかう分岐付近の情報板はIC入口に見られるような設置方法であり、大阪方面・津山方面共同で1基の情報板で2方面の情報を扱う。

## 隣
E2A 中国自動車道
(10) 山崎IC/BS - (10-1)宍粟JCT - 揖保川PA - 葛根BS - 南光BS - (10-2) 佐用JCT - (11) 佐用IC/BS
E29 鳥取自動車道
(10-2) 佐用JCT - 佐用TB - 佐用平福BS - (1) 佐用平福IC（鳥取方面出入口）- (2) 大原IC/BS